# Радова река
Радова река (в средното течение Лява река) е река в Южна България, област Габрово, община Трявна и област Стара Загора, общини Гурково и Николаево, ляв приток на Тунджа (влива се в язовир „Жребчево"). Дължината ѝ е 33 km.
Радова река извира под името Габрищица от извор-чешма на 938 m н.в. в Тревненска планина на Стара планина, на 1,5 km източно от гара Кръстец. До изхода си от планината тече в югоизточна посока в дълбока и силно залесена долина. Между селата Конарското и Пчелиново носи името Лява река. Северозападно от град Гурково излиза от Стара планина, образува голям наносен конус и навлиза в най-западната част на Твърдишкото поле. При ниско ниво на язовир „Жребчево" се влива отляво в река Тунджа на 269 m н.в., а при високи – в „опашката на язовира“.
Площта на водосборния басейн на Радова река възлиза на 240 km2, което представлява 2,85% от водосборния басейн на река Тунджа. Основни притоци: → ляв приток, ← десен приток
- ← Черешка
- ← Блющица
- → Средложки дол
- ← Дряновска река
- → Лещова река
- ← Папрашница
- → Пчелинска река
- ← Гарвашница
- → Лазова река (Гурковска река, най-голям приток)

Реката е с основно дъждовно подхранване с максимум март-юни и минимум от юли до октомври. Среден годишен отток при град Николаево 2,7 m3/s.
По течението на реката са разположени 3 селища, в т.ч. 1 град и 2 села:
- Област Габрово

- Община Трявна – няма населени места;

- Област Стара Загора

- Община Гурково – Лява река, Пчелиново;
- Община Николаево – Николаево.

Водите на реката в най-долното си течение се използват за напояване.
По долината на реката на протежение от 12,6 km преминава и участък (от село Пчелиново до град Гурково) на второкласен път № 55 от Държавната пътна мрежа Дебелец – Нова Загора – Свиленград.

## Топографска карта
- Лист от карта K-35-40. Мащаб: 1 : 100 000.
- Лист от карта K-35-52. Мащаб: 1 : 100 000.